# Hochschule Weserbergland

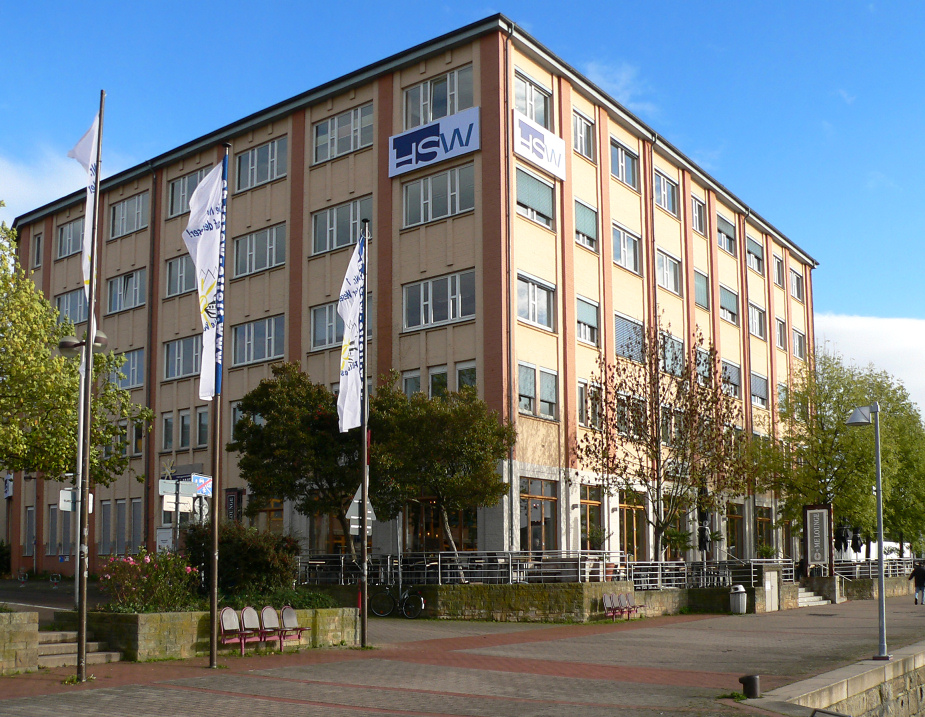
Hochschule Weserbergland an der Weser

Die Hochschule Weserbergland (kurz: HSW) ist eine private Fachhochschule in Hameln. Sie ist nach dem Weserbergland benannt, das Hameln umgibt.

## Geschichte
Die HSW wurde 1989 von der regionalen Wirtschaft als Berufsakademie Weserbergland gegründet. Im Jahre 1990 nahm sie ihren Studienbetrieb mit dem dualen Studiengang Wirtschaftsinformatik auf. Der zweite Studiengang Betriebswirtschaftslehre startete ein Jahr später. Von anfänglich 25 Studenten erhöhte die damalige Berufsakademie ihre Studierendenzahlen auf über 470 (Stand: WS 2023/24). Das HSW-Gebäude befindet sich im Ortszentrum von Hameln direkt an der Weser unweit der Rattenfänger-Halle.
Seit dem 1. August 2004 wurden die bestehenden Studiengänge durch Bachelorstudiengänge (Bachelor of Science in Wirtschaftsinformatik / Bachelor of Arts in Betriebswirtschaft) ersetzt. Dadurch erhalten die Absolventen einen Bachelor-Abschluss, der dieselben Berechtigungen vermittelt (Übergang in Master-Programme) wie der Bachelor-Abschluss einer Hochschule (Vgl. Nds. BAkadG §6a Abs. 5).
Am 1. August 2010 erfolgte die staatliche Anerkennung als Hochschule Weserbergland, die zum Wintersemester 2010/2011 mit 300 Studierenden den Betrieb aufnahm.
Im Jahr 2011 wurde das Studienangebot um den dualen Studiengang Wirtschaftsingenieurwesen (Bachelor of Engineering) sowie einen Master in General Management (MBA) ergänzt. Seit September 2014 bietet die Hochschule Weserbergland den berufsbegleitenden Studiengang Betriebswirtschaftslehre (Bachelor of Arts) und seit dem Jahr 2020 den berufsbegleitenden Studiengang Wirtschaftsinformatik (B.Sc.) an. Zum Wintersemester 2025 startet der duale Studiengang Soziale Arbeit (B.A.).
Die HSW bietet derzeit folgende duale Studiengänge an, die sich an den Branchen der Partnerunternehmen orientieren:
- Betriebswirtschaftslehre in den Vertiefungen Accounting and Taxation, Finanzdienstleistungen, Energiewirtschaft sowie Industrie und Dienstleistungen
- Wirtschaftsinformatik in den Vertiefungen Anwendungsentwicklung, IT-Consulting, Systemintegration und Cyber Security
- Wirtschaftsingenieurwesen in den Vertiefungen Energietechnik, Glastechnik und Produktionstechnik
- Soziale Arbeit

Das duale Studium beginnt jeweils im August und dauert sechs Semester. Der duale Studiengang Soziale Arbeit hat die Besonderheit, dass er jeweils im Oktober startet und 7 Semester dauert.
Die berufsbegleitenden Bachelorstudiengänge Betriebswirtschaftslehre und Wirtschaftsinformatik sowie der berufsbegleitende Masterstudiengang General Management (MBA) beginnen jeweils im September. Die Bachelorstudiengänge Betriebswirtschaftslehre und Wirtschaftsinformatik dauern 6 Semester und der Masterstudiengang 5 Semester.
In enger Zusammenarbeit mit Partnerunternehmen und Fördermitgliedern entwickelt und realisiert die HSW in ihrem Bereich Weiterbildung zudem Weiterbildungsprogramme für Fach- und Führungskräfte. Darüber hinaus gibt es im Bereich Forschung und Entwicklung ein Institut für Wissensmanagement, ein Interdisziplinäres Energieinstitut sowie das „Länger besser Leben.“-Institut. Alle drei Institute ermöglichen den Transfer zwischen Wissenschaft und Wirtschaft.
Mit dem Zentrum für digitale Transformation und neue Arbeit (zedita) befindet sich im Kaisersaal am Hamelner Bahnhof der Transfer- und Innovationsknotenpunkt der HSW, ein Ort für neues Lernen und Arbeiten.

## Kooperationen
Kooperationen bestehen unter anderem mit der LCC International University in Litauen, der Technischen Universität Clausthal, der Technischen Universität Darmstadt sowie mit weiteren Bildungs- und Forschungseinrichtungen, Verbänden und der Wirtschaft.